# Jure Jakob
Jure Jakob (* 1977 in Celje, SFRJ) ist ein slowenischer Lyriker, Schriftsteller und Übersetzer.

## Leben und Werk
Jure Jakob wuchs in Vitanje und Stranice in der Nähe von Celje auf, wo er das Gymnasium besuchte. Nach dem Abitur studierte er Philosophie und Vergleichende Literaturwissenschaft in Ljubljana. Dort lebt er heute als freischaffender Künstler.
Bereits für seinen ersten Gedichtband Tri postaje (2003, Drei Stationen) erhielt Jakob den Preis Zlata ptica, mit dem jüngere Künstler jährlich für ihre Verdienste ausgezeichnet werden. Es folgten die Bände Budnost (2006; Wachheit), Zapuščeni kraji (2010; Verlassene Orte), Delci dela (2013; dt. Übersetzung Werkstückchen) und Lakota (2018; Hunger). Für letztere erhielt er 2019 den Preis des Prešeren-Fonds, die höchste künstlerische Auszeichnung Sloweniens.
Jakobs Poesie zeichnet sich durch ihren starken Bezug zur Natur aus.  Das lyrische Subjekt bewegt sich weitgehend in Sphären der Intimität, Jakob selbst beschreibt den Raum seiner Poesie als „bescheiden“, seine Poesie hingegen als „introvertiert“. Jakobs Sprache kann als eher einfach, aber präzise bezeichnet werden.
Neben Poesie verfasst Jakob auch Prosa und Kinderliteratur. 2015 veröffentlichte er Hiše in drugi prosti spisi (Häuser und andere freie Aufsätze), einen Hybrid aus Prosa und Essayistik, in dem er diverse autobiographische Themen verarbeitet. Für dieses Werk erhielt er gleich zwei Preise: Den Rožanc-Preis für die beste Essaysammlung des Jahres und den Kritiško sito-Preis, der jährlich von slowenischen Literaturkritikern für das beste literarische Werk des Jahres verliehen wird. 2016 veröffentlichte er sein erstes Bilderbuch Morje, 2017 folgte dann Skrivni gozd (Der geheime Wald) und 2018 Tri vrane s platane (Drei Raben von der Platane). Alle drei wurden von Jakobs Ehefrau, der Malerin Anja Jerčič Jakob illustriert. Jakob übersetzte ebenfalls Kindergedichte von Christian Morgenstern, die 2016 in Buchform erschienen.
2010 veröffentlichte er darüber hinaus eine Monographie zum autobiographischen Schreiben Lojze Kovačič', mit dem er sich im Rahmen seiner Diplomarbeit auseinandergesetzt hatte.

## Publikationen

### Gedichtbände
- Tri postaje. Ljubljana, 2003.

- Budnost. Ljubljana, 2006.

- Zapuščeni kraji. Ljubljana, 2010.

- Delci dela. Ljubljana, 2013.
  - dt. Übersetzung: Werkstückchen. Übersetzt von Ann Catrin Bolton. Ljubljana, 2019.

- Lakota. Ljubljana, 2018.

### Prosa
- Hiše in drugi prosti spisi. Ljubljana, 2015.

### Kinderbücher
- Morje. Ljubljana, 2016.

- Skrivni gozd. Dob, 2017.

- Tri vrane s platane. Dob, 2018.

### Übersetzungen
- Christian Morgenstern: Štiri otroške pesmi. Ljubljana, 2016.

### Wissenschaftliche Publikationen
- Otroški pogled. Elementi dvoglasja v avtobiografskem pripovedništvu Lojzeta Kovačiča. Ljubljana, 2010.